# Stephen Storace
Stephen Storace (Londres, 4 de abril de 1762-ibidem, 19 de marzo de 1796) fue un compositor inglés. Su hermana, Nancy Storace, fue una famosa soprano. Junto a Charles Dibdin y William Shield fueron los más destacados compositores de ballad opera de las décadas finales del siglo XVIII.

## Biografía
Era hijo del contrabajista Stefano Storace, de origen italiano, y de Elizabeth Trusler. Estudió en el conservatorio Sant'Onofrio de Nápoles. Se trasladó a Viena con su hermana, donde entablaron amistad con Mozart e iniciaron su carrera musical. En la capital austríaca estrenó sus dos primeras óperas, Gli sposi malcontenti (1785) y Gli equivoci (1786). Poco después regresó a Inglaterra, donde trabajó para el teatro Drury Lane de Londres, donde estrenó sus siguientes obras.
Se dedicó preferentemente a la ópera y los afterpieces. En ocasiones, no tenía reparos en recomponer óperas de otros autores, o bien reutilizar melodías suyas en sucesivas obras. Una de las óperas que adaptó, por ejemplo, fue Doctor y boticario de Carl Ditters von Dittersdorf.
Su mayor éxito fue The Haunted Tower (1789), una de las óperas más populares del siglo XVIII en su país. Esta obra le dio un gran prestigio y se le llegó a considerar uno de los compositores más importantes de su tiempo.

## Obras
- Gli sposi malcontenti (1785;
- Gli equivoci (1786);
- Le docteur et l'apotheécaire (1788);
- The Haunted Tower (1789);
- No song, no supper (1790);
- Le siège de Belgrade (1791);
- L'antre de Trophonius (1791);
- The Pirates (1792);
- Didone abbandonata (1792);
- The Prize (1793);
- Le premiar de juin (1793);
- Cherokee (1794);
- Lodoiska (1794);
- My Grand-Mother (1795);
- Mahmoud (1796);
- The iron Chest (1796).